# Квадратна средина
Квадратна средина је највећа од четири познате бројевне средине.

## Математички запис
{\displaystyle K={\sqrt {\frac {{a_{1}}^{2}+{a_{2}}^{2}+{a_{3}}^{2}+...+{a_{n}}^{2}}{n}}}}

## Општи облик
{\displaystyle K_{x}={\sqrt[{x}]{\frac {{a_{1}}^{x}+{a_{2}}^{x}+{a_{3}}^{x}+...+{a_{n}}^{x}}{n}}}}